# Hans Aumeier
Hans Aumeier (Amberg, Alemania; 20 de agosto de 1906 - Cracovia, Polonia; 24 de enero de 1948) fue un oficial de las SS nazis, que se desempeñó como Lagerführer del Campo de concentración de Auschwitz

## Vida antes de la guerra
Aumeier estudió la Escuela Básica en su pueblo natal, Amberg, posteriormente el bachillerato del cual solo cursó tres años y lo dejó para irse a trabajar como tornero en una fábrica local de rifles, siguiendo la trayectoria laboral de su padre. En 1923, dejó la fábrica de rifles y se fue a trabajar en una empresa más grande en Múnich. En 1925, dejó el empleo e intento ingresar a la Reichswehr (Ejército Alemán) pero fue rechazado, regresó a Múnich pero no pudo conseguir su antiguo empleo, razón por lo cual se trasladó a trabajar a varias empresas manufactureras de armas en Berlín, Bremen, y Colonia, quedando finalmente desempleado. 
En este periodo de tiempo entre 1926 y 1929, Aumeier estuvo trabajando en varias partes y en diferentes ramos para poder sobrevivir. En 1929, ingresó al Partido Nazi con el número de ficha 164.755 y a las Sturmabteilung (SA), siendo asignado al Cuartel General de la SA en Berlín como uno de los choferes. En 1931, es transferido a la SS con el número 2.700, siendo asignado como chofer al Staff del SS Reichsführer Heinrich Himmler, sitio donde quedó fijo pues era la disciplina militar que anhelaba.
Entre 1934 y 1937 prestó servicio y recibió entrenamiento en el Campo de concentración de Dachau. En 1937, pasaría al Campo de concentración de Lichtenburg y luego al de Flossenbürg donde estaría entre 1938 y 1942.

## Servicio en Auschwitz
El 1 de febrero de 1942, fue transferido al Campo de concentración de Auschwitz, siendo nombrado como Jefe del Departamento III, y titulado como Schutzhaftlagerführer (Jefe del Cuerpo de prisioneros del Campo at Auschwitz I), donde permaneció hasta el 16 de agosto de 1943. Fue durante este tiempo en Auschwitz que Aumeier se granjeó una fuerte reputación, siendo responsable de métodos realmente draconianos de maltratos a los detenidos, lo cual incluía torturas, palizas y ejecuciones. El 19 de marzo de 1942, la cantidad de 144 mujeres fueron tiroteadas en el Muro de Ejecuciones ubicado entre los Bloques 10 y 11 por órdenes directas de Aumeier. El 27 de mayo de 1942, estuvo presente en la ejecución en masa de 168 prisioneros quienes fueron asesinados de la misma manera. El 18 de agosto de 1943, Aumeier fue encontrado culpable de prácticas de corrupción dentro del campo y, por consiguiente, fue transferido al campo principal de Auschwitz bajo las órdenes directas del comandante Rudolf Höss.

## La vida después de Auschwitz
Según los reportes del interrogatorio, Aumeier dijo que entre mayo y junio de 1943, mientras se encontraba adscrito a la Comandancia de Auschwitz, se le ordenó presentarse a las órdenes del Alto Jefe SS y Jefe de Policía de “Ostland”, SS Gruppenführer Friedrich Jeckeln. Fue asignado a la SS Brigada de Construcción del 5.º Cuerpo Panzer; esta unidad fue responsable de la construcción de las fortificaciones en el área de Oranienbaum-Leningrad, bajo la responsabilidad de la Organización Todt. Aumeier comandó una unidad de construcción con 7.000 prisioneros judíos bajo sus órdenes para construir y establecer el campo de concentración de Vaivara, donde fueron concentrados los judíos de Estonia, en este campo Aumeier fungió como comandante entre 1943 hasta agosto de 1944.
En esta fecha, los prisioneros de Vaivara fueron remitidos al campo de concentración de Stutthof y Aumeier regresó a Riga bajo las órdenes de Jeckeln. Allí tomó parte en el intento de tomar la isla de Osel, acción militar donde fracasaron los alemanes.
El 19 de septiembre de 1944, en pleno avance del ejército soviético, el campo de Klooga (Vaivara) amaneció rodeado por guardias armados. A continuación, los internos son conducidos por grupos a los bosques cercanos y asesinados indiscriminadamente. La matanza dura cuatro días. En los primeros, las tropas de las SS obligaron a los propios presos a amontonar los cadáveres de sus compañeros en piras que se queman a continuación. El día 23 les da tiempo a hacer algunas, pero no a quemarlas. Inmediatamente después de matar a los últimos, se incorporan a las fuerzas alemanas que se retiran al Norte a toda prisa. El 28 de septiembre de 1944, el Ejército Rojo llega a Klooga y solo encuentra allí a ochenta y cinco personas vivas, en lugar de las dos mil cuatrocientas que esperan, puesto que les consta que esa ha sido la población del campo después de la última evacuación.
En octubre de 1944, poco antes de la rendición de Riga se le ordenó reportarse al SS Gruppenführer Richard Glücks en el Campo de concentración de Oranienburg. En esta oportunidad le pidió al general Glücks permiso para ser reasignado a su antigua unidad en el campo de concentración de Dachau para poder visitar a su familia. Este permiso quedó condicionado, pero contrajo una infección en un ojo, fue hospitalizado y permaneció en el sitio hasta enero de 1945. Cuando fue finalmente dado de alta, se presentó de nuevo en Oranienburg, donde se le ordenó dirigirse a Noruega para ser nombrado comandante del campo de concentración de Mysen. Pidió ver a su familia, pero se lo negaron y tuvo que trasladarse bajo reporte del SS Sturmbannführer Max Pauly quien le daría las instrucciones. El 22 de enero, arribó a Oslo, se reunió con Pauly, quien le dijo que supervisara un edificio del campo donde se encontraban cerca de 3,000 prisioneros para ser usados como mano de obra esclava. Aumeier  irigióeste campo y su trato fue muy distinto al que había dado a los prisioneros de Auschwitz. Trabajó estrechamente con la Cruz Roja de Noruega hasta que éetob aandonaó l campo. El 7 de mayo de 1945, Aumeier abrió las puertas del campo y dejó que los prisioneros quedaran en libertad,.aA día siguiente el campo estaba vacío.

## Arresto y ejecución
El 11 de junio de 1945, Aumeier fue arrestado en el campo de Terningmoen como resultado de la captura del MI6 británico de los archivos de la Gestapo. Todavía estaba con su uniforme completo de la SS y de inmediato admitió su nombre y rango. Fue conducido ante los oficiales del Servicio de Inteligencia de los Estados Unidos en la prisión de Akershus para ser interrogado en agosto de 1945. 
En 1946, fue extraditado a Polonia para enfrentar un juicio como criminal de guerra junto a otros 39 miembros del estado mayor de oficiales de la SS que habían trabajado en Auschwitz-Birkenau, ante el Tribunal Supremo Nacional en Cracovia. El juicio se  esarrollóentre el 25 de noviembre y el 16 de diciembre de 1947, y Aumeier declaró que ,si era encontrado culpable y sentenciado a muerte, él «moriría como un Sündenbock (chivo expiatorio) de Alemania». Declaró en la Corte, ante el asombro de los jueces, pues había claros datos probatorios, que nunca había matado a nadie en Auschwitz y tampoco ninguno de sus hombres o que tuviera conocimiento de las cámaras de gas. El 22 de diciembre, Aumeier fue sentenciado a muerte y posteriormente ahorcado el 24 de enero de 1948 en la prisión de Montelupich, en Cracovia.

## Promociones alcanzadas
- SS Unterscharführer – diciembre de 1931
- SS Oberscharführer – 11 de noviembre de 1932
- SS Hauptscharführer – 20 de abril de 1933
- SS Untersturmführer – 20 de abril de 1934
- SS Obersturmführer – 15 de septiembre de 1935
- SS Hauptsturmführer – 11 de septiembre de 1938
- SS Sturmbannführer der Waffen-SS – 9 de noviembre de 1944